# Mary R. Albert
 (juillet 2019).
Compléments
l'Albert Valley, en Antarctique: a été nommée en son honneur par le Comité consultatif sur les noms antarctiques (US-ACAN, 2005) pour son travail
Mary R. Albert est une enseignante et une chercheuse américaine travaillant au sein du Bureau du programme de forage sur la glace de l'école d'ingénieurs Thayer de l'université de Dartmouth, à Hanover (New-Hampshire). Ses champs de compétence sont la physique de la neige, le transfert de chaleur et la modélisation de la neige.

## Biographie

### Cursus
Mary Albert a obtenu un baccalauréat en mathématiques de la Penn State University, elle a été licenciée en ingénierie en 1984 à la Thayer School of Engineering de Dartmouth à Hanover, (New Hampshire) et a obtenu une maîtrise en sciences de l'ingénierie de Dartmouth, En 1991, elle obtient un doctorat en ingénierie à l'université de Californie à San Diego.

### Enseignante
Mme Albert est professeure auxiliaire à la Thayer School of Engineering du Dartmouth College, où elle est conseillère en thèse pour les étudiants de premier cycle, de maîtrise et de doctorat. À l'université Dartmouth, elle donne des cours sur le changement climatique et l'ingénierie, aux premier et deuxième cycles.
Comme enseignante, elle est une fervente partisane de l'éducation et de la sensibilisation. Elle collabore avec la National Science Teachers Association ainsi qu'avec les centres des sciences et les musées afin de faire participer le grand public et les étudiants.

### Fonctions
Mary Albert a présidé le comité américain de l’Année polaire internationale 2007-2008, un comité sur la recherche polaire de l'Académie Nationale des Sciences, de sa création en 2003 jusqu’en juin 2005.
Elle a été membre invitée du conseil de recherche polaire de l'Académie Nationale des Sciences (2002-2006), où elle a été coordinatrice pour la révision de trois rapports de l'Académie. Est devenue associée à vie du Conseil national de la recherche des académies nationales des sciences.
Elle est aussi Directeur exécutif du programme américain de forage sur glace 
De 1998 à 2001, elle était membre invitée, puis présidente (2000) du Comité consultatif pour les programmes polaires de la Fondation Nationale pour la Science des États-Unis.
En 2008, elle a participé à la création du prix Martha Muse.
Elle est membre de l'Association américaine pour l'avancement des sciences, de l'Union géophysique américaine et de la Société internationale de glaciologie.

### Missions polaires
M. Albert a dirigé et participé à de nombreuses expéditions de recherche sur les couches de glace du Groenland, de l'Islande et de l'Antarctique; l'Albert Valley, en Antarctique porte son nom.
En 2007, elle a participé à l'exploration des milieux aquatiques sous-glaciaires de l'Antarctique: gérance environnementale et scientifique, CNRC.
En 2009, elle réalise un travail sur la valeur scientifique des produits dérivés de l'imagerie de la glace de mer arctique, CNRC.
De 2007 à 2010, elle est chef de mission de la Traversée scientifique américano-norvégienne de l'Antarctique oriental.
En 2010, elle rédige un ouvrage sur la Surveillance des impacts des changements climatiques: paramètres à l'intersection des systèmes humain et terrestre, NRC 2010 
Elle a exploré l'Antarctique en partant de la Station de Troll pour relier le pôle Sud.

### Recherches en 2019
Mary Albert est chercheuse principale sur la neige à la Station Summit et chercheuse principale aux États-Unis pour le projet norvégien-américain.
- Elle travaille sur les interactions neige-air sur la banquise groenlandaise et les effets de la ventilation sur l'interprétation des carottes de glace[1]. Ses recherches portent sur les processus de transfert dans les milieux poreux, y compris les échanges air-neige dans les régions polaires et dans les sols des régions tempérées.
- Avec ses étudiants diplômés, elle travaille sur le changement climatique de deux manières : comprendre les preuves du climat passé provenant de carottes de glace polaire et développer des stratégies et des cadres d'adaptation nécessaires aux communautés confrontées au changement climatique actuel[4].
- Ses travaux portent sur la neige, les névés ou la glace, extraites d'Islande, du Groenland et de l'Antarctique. Elle en examine les microstructures et la façon dont elles piègent les gaz atmosphériques avant de les comprimer dans la glace et de les contenir sous forme de bulles. Cela pourrait nous aider à mieux comprendre le climat passé, tiré des carottes de glace, qui remontent maintenant à 800 000 ans[7].

## Sélection de publications
- Li Li, Peter W. Gaiser, Mary R. Albert, David G. Long, Elizabeth M. Twarog: WindSat Passive Microwave Polarimetric Signatures of the Greenland Ice Sheet. IEEE Trans. Geoscience and Remote Sensing 46(9): 2622-2631 (2008)
- Keegan, K.M., M.R. Albert, J.R. McConnell, I. Baker, 2019. Climae Effects on Firn Permeability are Preserved Within a Firn Column. Journal of Geophyical Research Earth Surface 124(3), 830–837. Doi.org/10.1029/2018JF004798
- Adolph, A.C., M.R. Albert, D.K. Hall, 2018. Near-surface temperature inversion during summer at Summit, Greenland, and its relation to MODIS-derived surface temperatures. The Cryosphere 12, 907-920, 2018. Doi.org/10.5194/tc-12-907-2018.
- Stwertka, C.H., A.J. Titus, M.R. Albert, K.D. White, 2018. Automated Strategic Prioritization Matchmaking Tool to Facilitate Federal-Community Climate Adaptation Implementation. Journal of Water Resources Planning and Management, v. 144(12): 04018081. Doi.org/10.1061/(ASCE)WR.1943-5452.0000994
- Adolph, A.C., M.R. Albert, J. Lazarcik, J. Dibb, J. Amante, A. Price, 2017. Dominance of grain size impacts on seasonal snow albedo at deforested sites in New Hampshire. Journal of Geophysical Research: Atmospheres 122, 121-139. Doi:10.1002/2016/JD025362.
- Lazarcik, J., J.E. Dibb, A.C. Adolph, J.M. Amante, C.P. Wake, E. Scheuer, M.M. Mineau, and M.R. Albert. Major fraction of black carbon is ushed from the melting New Hampshire snowpack nearly as quickly as soluble impurities." Journal of Geophysical Research: Atmospheres 122 (2017): 537-553, doi:10.1002/2016JD025351.
- Contosta, A.R., A. Adolph, D. Burchsted, E. Burakowski, M. Green, D. Guerra, M. Albert, J. Dibb, M. Martin, W.H. McDowell, M. Routhier, C. Wake, R. Whitaker, W. Wollheim, 2016. A longer vernal window: the role of winter coldness and snowpack in driving spring transitions and lags. Global Change Biology, doi: 10.1111/gcb.13517.
- Whelsky, A.N., M. Albert, 2016. Firn permeability impacts on pressure loss associated with rapid air movement drilling. Journal of Cold Regions Science and Technology 1(23), 149-154. http://dx.doi.org/10.1016/j.coldregions.2015.11.018
- WAIS Divide Project Members, 2015. Precise interpolar phasing of abrupt climate change during the last ice age. Nature 520, 661-665, doi:10.1038/nature14401. ( WAIS Divide Project Members are: C. Buizert, J. Ahn, M. Albert, R. B. Alley,  and 14 others).
- Mitchell, L.E., C. Buizert, E.J. Brook, D.J. Breton, J. Fegyveresi, D. Baggenstos, A. Orsi, J. Severinghaus, R.B. Alley, M. Albert, R. Rhodes, J.R. McConnell, M. Sigl, O.Maselli, S. Gregory, J. Ahn., 2015. Observing and modeling the influence of layering on bubble trapping in polar firn, J. Geophys. Res. Atmos., 120, doi:10.1002/ 2014JD022766.
- Keegan, K.M., M.R. Albert, J.R. McConnell, and I. Baker, 2014. Climate Change and Forest Fires Synergistically Drive Widespread Melt Events of the Greenland Ice Sheet. Proceedings of the National Academy of Sciences, v.111(20), doi/10.1073/pnas.1405397111.
- Adolph, A.C., and M.R. Albert, 2014. Gas Diffusivity and Permeability through the Firn Column at Summit, Greenland: Measurements and Comparison to Microstructural Properties. The Cryosphere, v. 8, p. 319-328.
- Gregory, S.A., M.R. Albert, and I. Baker, 2014. Impact of Physical Properties and Accumulation Rate on Pore Close-off in Layered Firn. The Cryosphere, v.8, p. 91-105.

## Récompenses
- 2011[8] : Associée à vie du Conseil national de la recherche des académies nationales.
- 2009 : Prix du service civil méritoire, Département de l'armée.
- Prix IEEE du meilleur article de journal de l'année 2009: Li, Gaiser, Albert, Long, Twarog, «Signatures polarimétriques hyperfréquences passives Windsat de la calotte glaciaire du Groenland», IEEE International Géoscience et télédétection, v.46 (9), p. 2622-2631, 2008
- Albert Valley, Antarctique: nommé par le Comité consultatif sur les noms antarctiques (US-ACAN, 2005) pour son travail de laboratoire de recherche et d'ingénierie sur les régions froides, à Hanover, NH, qui a mené des recherches sur le terrain et en laboratoire pour caractériser les carottes de glace, les Propriétés de la neige de Siple Dome, de l'US-ITASE traversant l'ouest de l'Antarctique et des mégadunes de l'Antarctique oriental, 1996-2003
- 2000 : Médaille du Congrès pour services rendus à l'Antarctique
- 1999 : Prix des commandants de l'armée américaine pour le service civil / Partners in Education
- 1996 : Prix d'excellence des femmes scientifiques du Corps du génie de l'armée américaine
- 1989 : Prix de Recherche et développement du département de l'armée